# Xylocopa przewalskyi
Xylocopa przewalskyi är en biart som beskrevs av Morawitz 1886. Xylocopa przewalskyi ingår i släktet snickarbin, och familjen långtungebin. Inga underarter finns listade i Catalogue of Life.